# Lista chorążych reprezentacji Łotwy na igrzyskach olimpijskich

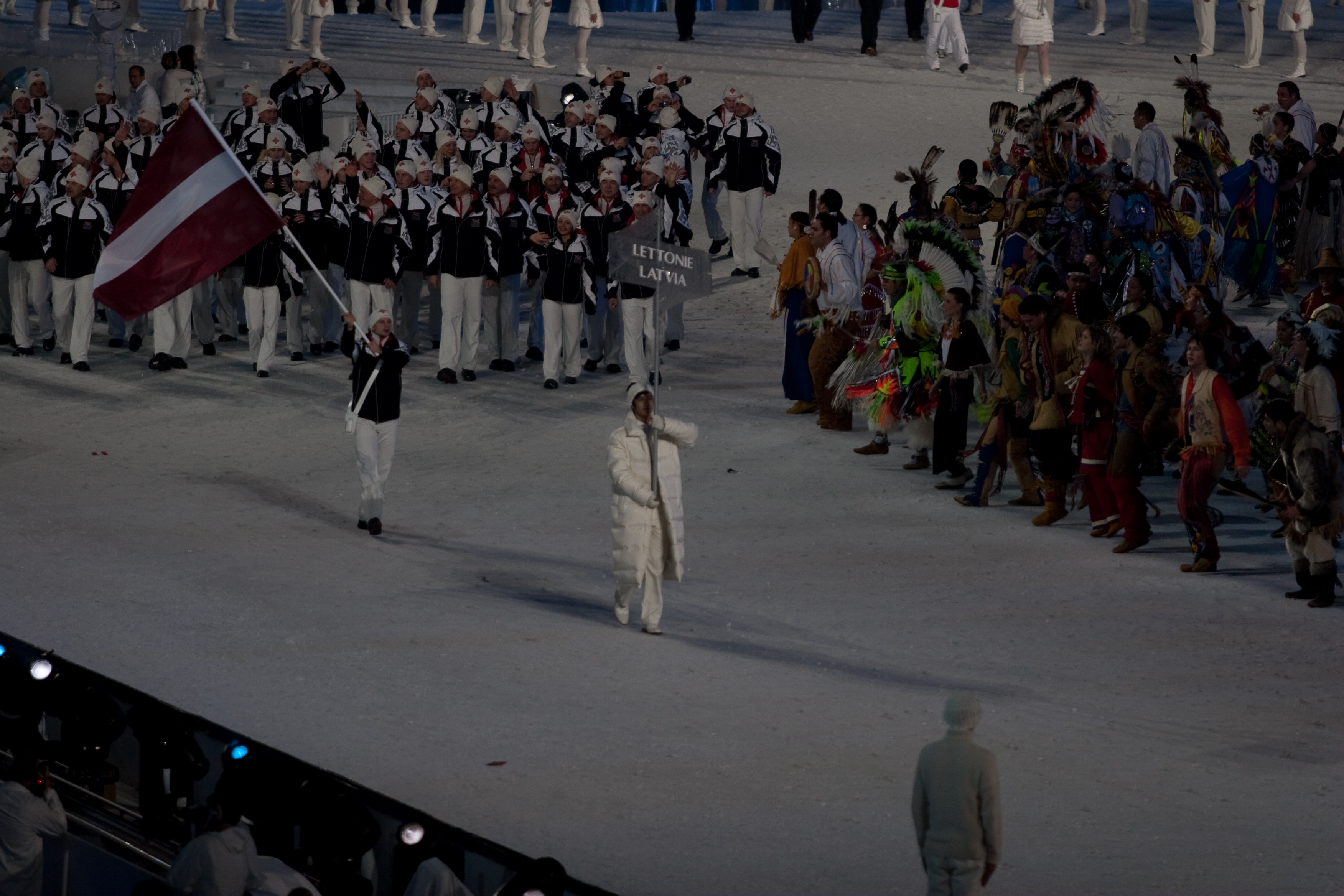
Łotwa na Zimowych Igrzyskach Olimpijskich 2010

Lista chorążych reprezentacji Łotwy na igrzyskach olimpijskich – lista zawodników i zawodniczek reprezentacji Łotwy, którzy podczas ceremonii rozpoczęcia danych igrzysk olimpijskich nieśli flagę Łotwy.

## Lista
| Lp. | Rok i miejsce                | Sezon  | Chorąży            | Dyscyplina           |
| --- | ---------------------------- | ------ | ------------------ | -------------------- |
| 23. | 2020, Tokio                  | Letnie | Jeļena Ostapenko   | Tenis                |
| 23. | 2020, Tokio                  | Letnie | Agnis Čavars       | Koszykówka 3x3       |
| 22. | 2018, Pjongczang             | Zimowe | Daumants Dreiškens | Bobsleje             |
| 21. | 2016, Rio de Janeiro         | Letnie | Māris Štrombergs   | Kolarstwo            |
| 20. | 2014, Soczi                  | Zimowe | Sandis Ozoliņš     | Hokej na lodzie      |
| 19. | 2012, Londyn                 | Letnie | Mārtiņš Pļaviņš    | Siatkówka (plażowa)  |
| 18. | 2010, Vancouver              | Zimowe | Martins Dukurs     | Skeleton             |
| 17. | 2008, Pekin                  | Letnie | Vadims Vasiļevskis | Lekkoatletyka        |
| 16. | 2006, Turyn                  | Zimowe | Artūrs Irbe        | Hokej na lodzie      |
| 15. | 2004, Ateny                  | Letnie | Vadims Vasiļevskis | Lekkoatletyka        |
| 14. | 2002, Salt Lake City         | Zimowe | Harijs Vītoliņš    | Hokej na lodzie      |
| 13. | 2000, Sydney                 | Letnie | Voldemārs Lūsis    | Lekkotletyka         |
| 12. | 1998, Nagano                 | Zimowe | Sandis Prūsis      | Bobsleje             |
| 11. | 1996, Atlanta                | Letnie | Einārs Tupurītis   | Lekkoatletyka        |
| 10. | 1994, Lillehammer            | Zimowe | Zintis Ekmanis     | Bobsleje             |
| 9.  | 1992, Barcelona              | Letnie | Raimonds Bergmanis | Podnoszenie ciężarów |
| 8.  | 1992, Albertville            | Zimowe | Jānis Ķipurs       | Bobsleje             |
| 7.  | 1936, Berlin                 | Letnie | Haralds Marvē      | Strzelectwo          |
| 6.  | 1936, Garmisch-Partenkirchen | Zimowe | Leonīds Vedējs     | Hokej na lodzie      |
| 5.  | 1932, Los Angeles            | Letnie | Jānis Dimza        | Lekkoatletyka        |
| 4.  | 1928, Amsterdam              | Letnie | Alberts Zvejnieks  | Zapasy               |
| 3.  | 1928, St. Moritz             | Zimowe | Alberts Rumba      | Łyżwiarstwo szybkie  |
| 2.  | 1924, Paryż                  | Letnie | Arvīds Ķibilds     | Lekkoatletyka        |
| 1.  | 1924, Chamonix               | Zimowe | Roberts Plūme      | Biegi narciarskie    |